# Papiloscopista
O Papiloscopista, Perito Papiloscopista ou Datiloscopista é um profissional especializado na identificação humana, principalmente por meio das impressões digitais e outros elementos papilares. Essa função é essencial para a área de segurança pública, pois auxilia na elucidação de crimes, identificação de desaparecidos e na realização de cadastros biométricos em bancos de dados civis e criminais. 

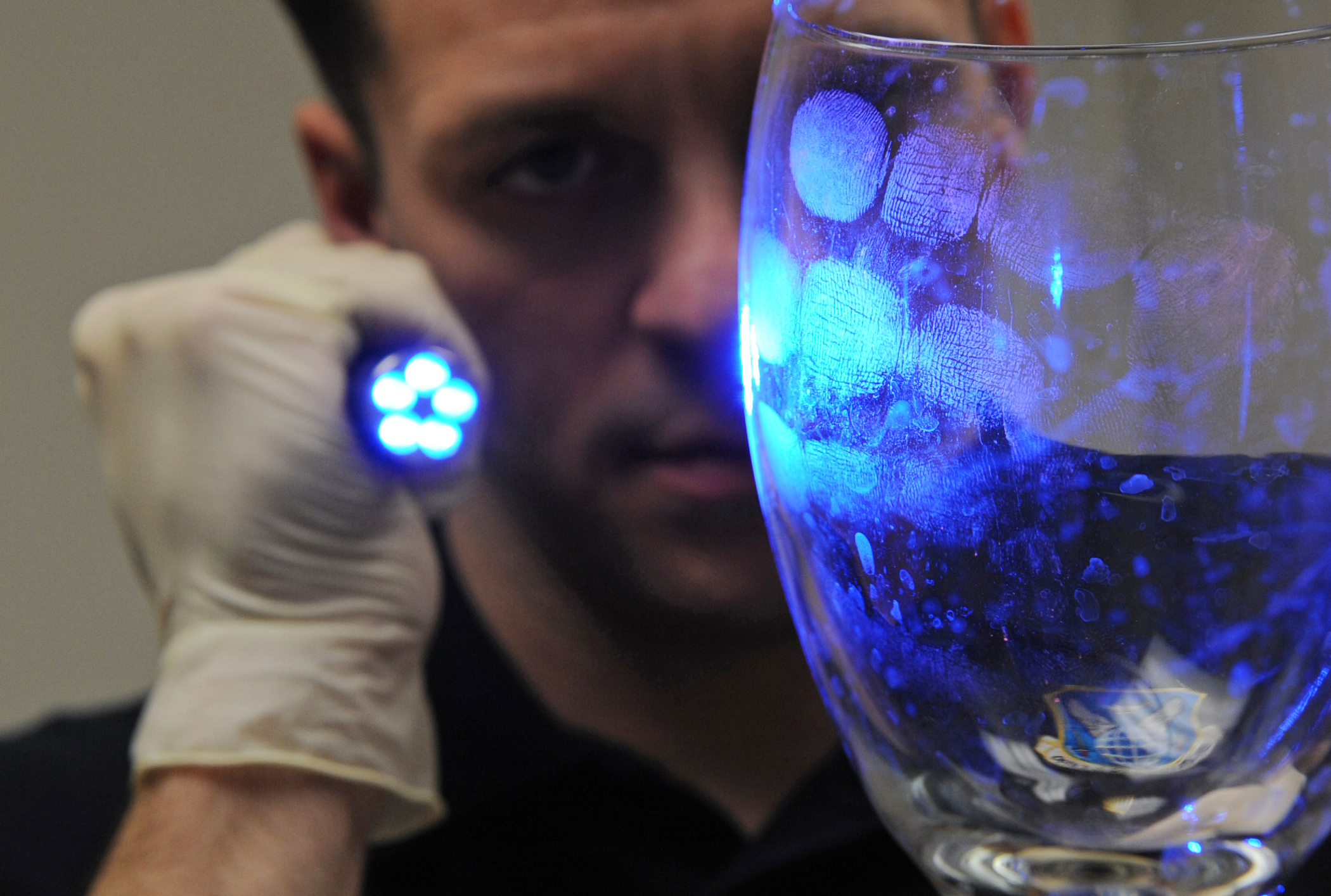
Papiloscopista levantando fragmentos de impressões latentes em material para posterior identificação de suspeitos.

A papiloscopia é a ciência criminalística que estuda o processo de identificação humana através das papilas dérmicas. Podendo ser dividida em Datiloscopia (análise de impressões digitais), Quiroscopia (identificação através das papilas da palma das mãos) e Podoscopia (identificação através das papilas dos pés). A popularidade do uso das papilas dérmicas como método primário de identificação se deve principalmente aos seguintes fatores:
- Universalidade: O fato de todos os seres humanos possuírem impressões papilares. Com exceção de indivíduos com algumas doenças genéticas (Síndrome de Nagali), alergias, falta de membros etc.
- Perenidade: O fato de as impressões papilares permanecerem no corpo desde o surgimento, na vida uterina, até a morte, permitindo a identificação do indivíduo em todas essas etapas
- Imutabilidade: O fato de as impressões papilares não terem a tendência de se alterarem ao longo da vida. Exceto por fatores internos (alergias e doenças congênitas) ou externos (cortes, produtos químicos etc.)
- Variabilidade: Impressões papilares contém dezenas de minúcias aleatoriamente distribuídas de forma que é estatisticamente impossível dois seres humanos terem as mesmas impressões digitais
- Praticidade: Ainda é o método primário mais barato de identificação, por ser menos invasivo na coleta e por não necessitar de grandes processos de tratamento para extração de informação.

Por estes motivos, em âmbito mundial, as impressões papilares (especialmente as impressões digitais) são utilizadas como principal meio de identificação civil e criminal na maioria dos países, seguidos dos métodos de DNA e mapeamento de arcada dentária. Diante disso, os profissionais que operam os gigantescos bancos de dados de identificação da população possuem responsabilidades e atribuições no âmbito da segurança pública e na identificação civil, necessitando de expertises específicas de comparação e coleta das impressões papilares.

## Principais Atividades
No Brasil, as atribuições dos profissionais de segurança pública podem variar de acordo com o estado onde os órgãos estão situados. Isso ocorre devido a autonomia de cada estado em gerenciar sua própria secretaria de segurança pública de acordo com as necessidades e procedimentos padrão da região. Por isso, alguns estados sequer possuem o cargo de papiloscopista no quadro profissionais, realocando suas atribuições entre peritos criminais e investigadores. No geral, o papiloscopista exerce as atividades técnicas e científicas voltadas à identificação, são elas:
1. Perícia em local de crime: É atribuição do Perito Papiloscopista revelar e registrar impressões papilares diretamente na cena de um crime, ajudando a desvendar a autoria dos delitos que deixam esse tipo de vestígio.
2. Análise e Comparação: A partir das impressões papilares obtidas, o perito realiza a análise das minúcias e fluxo das linhas, comparando-as com registros dos bancos de dados para verificar correspondências. No Brasil, tradicionalmente utiliza-se a coincidência de 12 minúcias entre duas impressões papiloscópicas para determinar a convergência das identidades. Este processo é vital para identificar suspeitos, vítimas ou mesmo para confirmar a identidade de indivíduos.
3. Identificação de Cadáveres: Em casos de corpos não identificados, a equipe de papiloscopistas executa a identificação por meio das impressões digitais (necropapiloscopia), tanto no âmbito dos Institutos Médico-Legais quanto na Identificação de Vítimas de Desastres.
4. Operação de Bancos de Antecedentes Criminais: Em diversos órgãos de segurança pública, o papiloscopista é o responsável por gerir e alimentar os bancos de dados de antecedentes criminais da instituição, historicamente os setores de identificação armazenam informações sobre as identificações criminais, evitando duplicidades ou falsidades ideológicas nos inquéritos policiais.
5. Coleta de Impressões Papilares: É atribuição do papiloscopista coletar impressões digitais no âmbito da identificação criminal de suspeitos dos quais não é possível ter certeza da sua identidade[3]. Somado a isso, o profissional atua na identificação civil executando, supervisionando e processando a aquisição de biometrias de documentos civis como Passaporte, RG, CNH e carteiras funcionais.
6. Representação Facial Humana: A elaboração de representações faciais, como retratos falados, é utilizada para criar composições fotográficas de suspeitos com base em descrições fornecidas por testemunhas ou vítimas de crimes. Também entram nas representações faciais as projeções de envelhecimento, nas quais o perito utiliza características de familiares e de conhecimentos anatômicos da face para prever a morfologia facial de pessoas desaparecidas há muitos anos.
7. Comparação Facial: Devido à experiência com comparação de imagens e com representação facial humana através de retrato falado, alguns em alguns órgãos de segurança pública o papiloscopista também acumula a atribuição de comparador facial. O confronto de imagens de vídeo ou fotos com documentos e biometrias faciais é uma ferramenta muito interessante para desvendar a autoria dos crimes.

## História dos Papiloscopistas no Brasil
O uso da papiloscopia no Brasil remonta ao início do século XX. Em 1903, o Brasil adotou oficialmente o sistema de identificação por impressões digitais, um método que havia sido desenvolvido e aperfeiçoado pelo argentino Juan Vucetich e pelo inglês Sir Edward Henry. O país foi um dos pioneiros na América Latina a reconhecer a importância desse sistema, principalmente por sua eficácia na identificação precisa de indivíduos. Antes da adoção desse método, a identificação de pessoas era feita principalmente através de descrições físicas e registros fotográficos, métodos que, embora úteis, eram limitados e sujeitos a erros. A introdução das impressões digitais trouxe uma revolução na forma de identificar indivíduos, tornando o processo mais seguro e confiável.

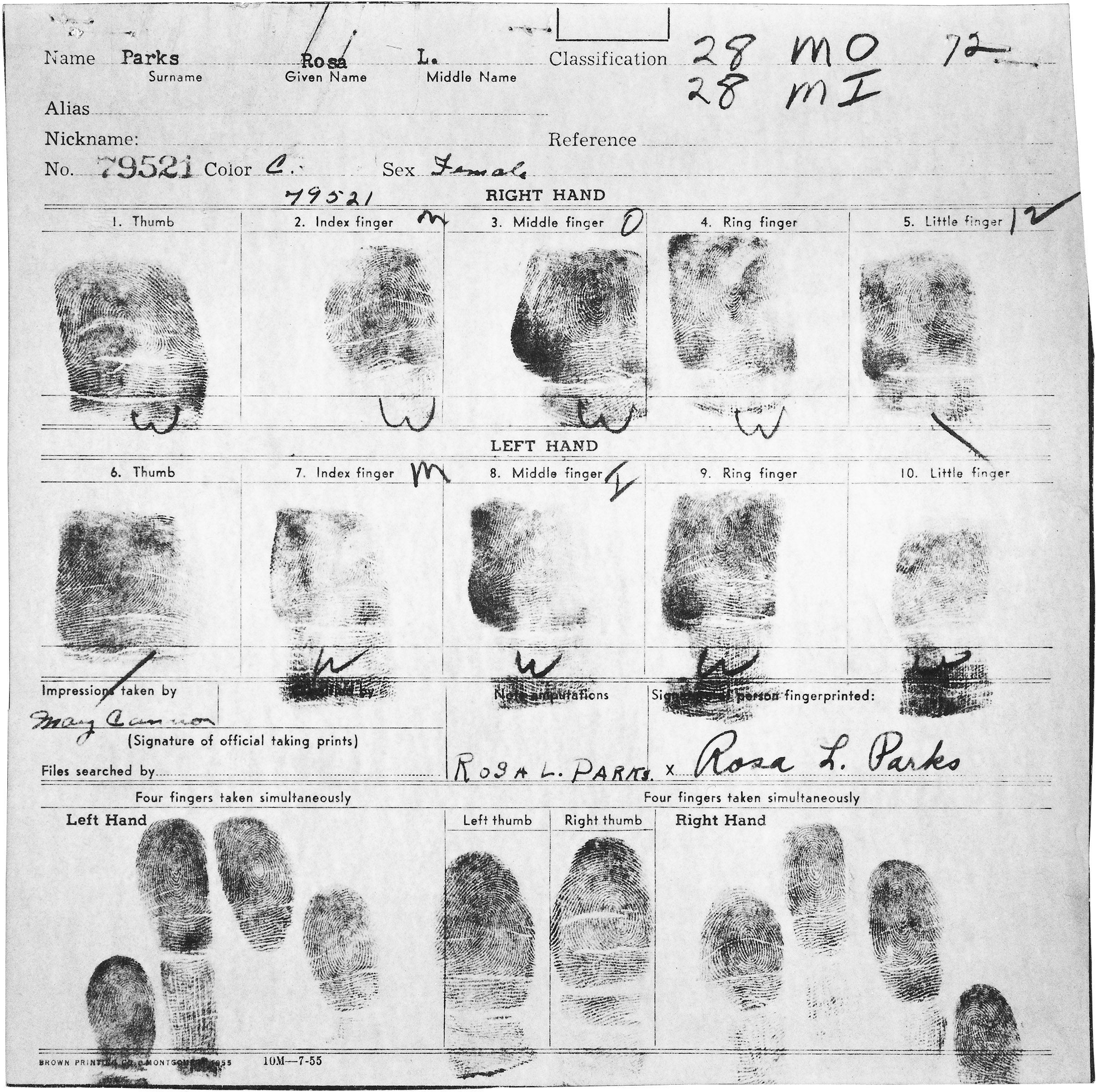
A consolidação da identificação biométrica através das impressões digitais se deu através do Datilograma, um documento onde são apostas as impressões dos dez dedos do indivíduo, consolidando, em conjunto com as informações biográficas, seu prontuário de identificação civil.

A profissionalização da papiloscopia no Brasil começou a ganhar forma com a criação de institutos de identificação em várias capitais do país. Esses institutos foram responsáveis pela implementação do sistema de identificação por digitais e pela formação dos primeiros profissionais especializados, os papiloscopistas.
Os primeiros marcos na profissionalização desses peritos datam do início do século XX, quando os principais institutos de identificação do país foram criados e popularizaram o registro civil através das impressões digitais. A identificação no Brasil foi baseada nesse método por ser mais barato e mais prático, mantendo grandes arquivos de registros civis vinculados às secretarias de segurança pública. No final do século XX, ocorreu a principal evolução tecnológica na área da identificação humana: a criação de sistemas automatizados de identificação de impressões digitais, sendo o FBI pioneiro no domínio desta expertise, com a Polícia Federal do Brasil e outros institutos de identificação adquirindo os primeiros AFIS do país no início dos anos 2000.

## Formação
Para atuar como perito papiloscopista em órgãos oficiais, é necessário ser aprovado em um concurso público específico, que geralmente exige formação de nível superior. Após a aprovação, o profissional passa por um treinamento especializado, onde aprende técnicas de coleta, análise e comparação de impressões papilares, além de receber instrução sobre legislação e procedimentos periciais em laboratório e locais de crime. Na maioria dos estados e na Polícia Federal, o papiloscopista é um policial, recebendo também treinamentos de tiro, abordagem, investigação e defesa pessoal. 
Existem também profissionais desvinculados dos órgãos oficiais que atuam como peritos técnicos para a justiça, estes são nomeados pelo juiz para auxiliar a parte com a prova técnica. Nesse sentido, para exercer a atividade de perito judicial especializado em papiloscopia, é necessário apenas treinamento e a notável expertise na área forense para ser candidato à nomeação pelo poder judiciário.

## Exemplos de papiloscopistas
- Henry Faulds, datiloscopista britânico que apresentou oficialmente o método de reconhecimento por impressões digitais.
- Willian James Herschel, é geralmente apontado como o primeiro a ter estudado a persistência das cristas de fricção da pele[7]
- Francis Galton, foi o autor do primeiro livro sobre impressões digitais[7]
- Juan Vucetich, nascido Iván Vučetić, na Croácia, desenvolveu e pôs pela primeira vez em prática um sistema eficaz de identificação de pessoas mediante suas impressões digitais.
- José Félix Alves Pacheco, introdutor da datiloscopia no Brasil.
- Ricardo Gumbleton Daunt, foi um advogado, jurista criminal e precursor da polícia científica e um dos pioneiros da datiloscopia no   Brasil.

## Curiosidades
- O dia nacional do papiloscopista é 5 de fevereiro,[8] data do Decreto 4.764 de 1903, que introduziu a datiloscopia no Brasil.